# Донецкий научный центр НАН Украины

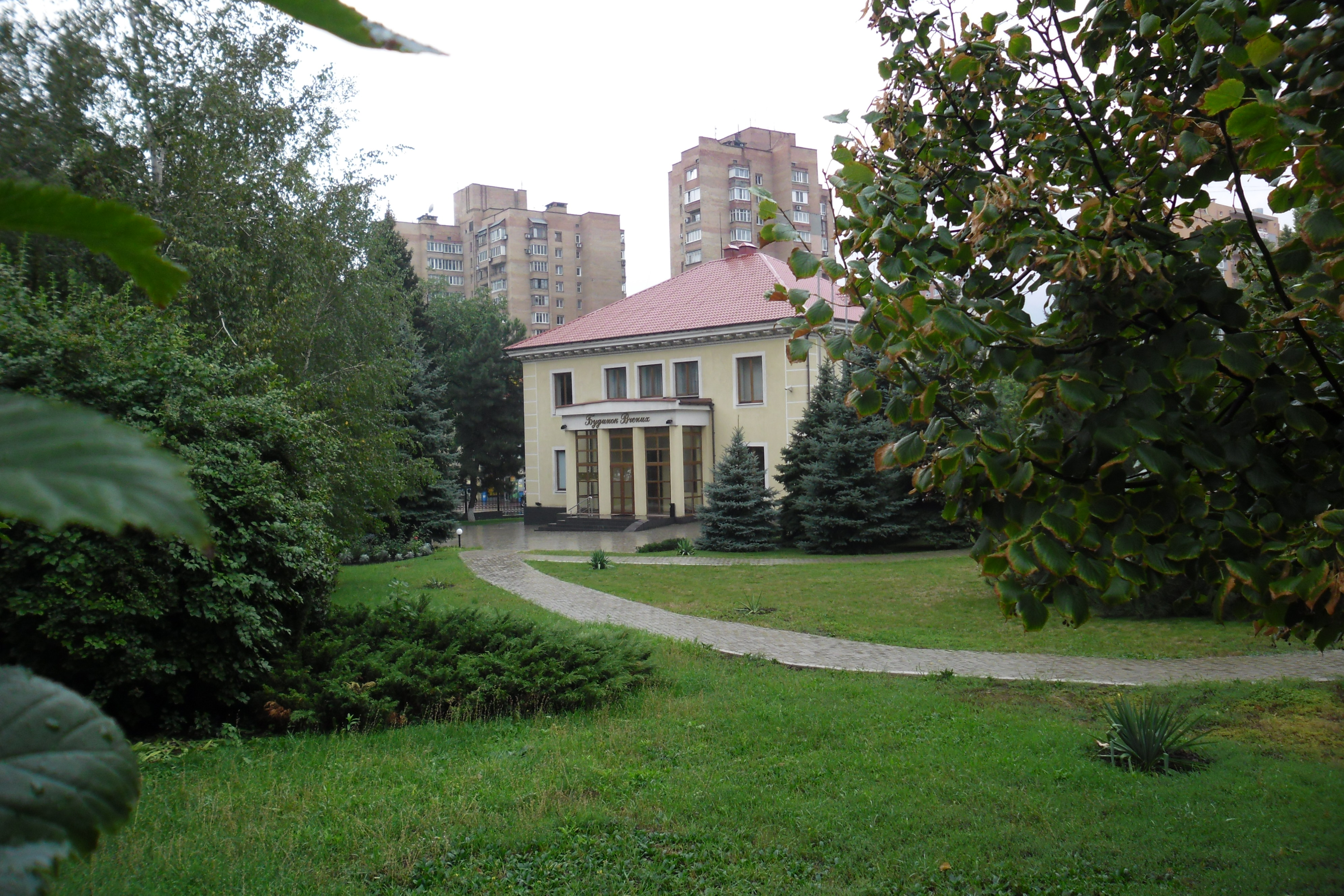
Донецкий научный центр НАН Украины. Дом учёных

Донецкий научный центр НАН Украины - научный центр Донецка , а также Восточных районов Украины - Лиманской и Святогорской громады.

## История
Донецкий научный центр НАН Украины основан в 1965-1971 гг.
Цель основания Донецкого научного центра НАН Украины - координация деятельности научных учреждений Академии наук Украины, высших учебных заведений, научно-исследовательских организаций при разработке научных проблем, имеющих важное значение для социально-экономического и культурного развития Донецкого региона (Донецкая и Луганская области).
В декабре 1990 года Донецкому научному центру был присвоен статус юридического лица, научной организации АН Украины.
Приоритетные направления деятельности: 
- структурная перестройка топливно-энергетического, металлургического, химического и машиностроительного комплексов Донецкого региона;
- экологическая и технологическая безопасность угледобычи;
- защита и реабилитация иммунной системы населения Донбасса;
- охрана окружающей среды и эффективное использование вторичных ресурсов;
- кадровое и методологическое обеспечение развития инновационной деятельности.

После 2014 года переехал в Краматорск.

## Руководство
- Устименко, Владимир Анатольевич- Глава.

## Перечень учреждений НАН Украины в Донецке области[1]
- Институт прикладной математики и механики НАН Украины
- Институт физико-органической химии и углехимии им. Л. М. Литвиненко НАН Украины
- Институт экономики промышленности НАН Украины
- Донецкий физико-технический институт имени А.А. Галкина
- Институт экономико-правовых исследований
- Институт проблем искусственного интеллекта НАН Украины
- Институт физики горных процессов НАН Украины
- Государственный научно-исследовательский и проектно-конструкторский институт горной геологии, геомеханики и маркшейдерского дела
- Донецкое отделение Центра гуманитарного образования НАН Украины
- Донецкий ботанический сад НАН Украины